# 대명운수
대명운수(大明運輸)는 경기도 성남시에 연고를 두고 있는 성남시의 시내버스 업체이다. 본사는 경기도 성남시 중원구 순환로124번길 13 (상대원동)에 있으며, 성남시 분당구 구미동에 차고지를 두고 있으며 계열사로는 동성교통이 있다.

## 역사
- 1999년 11월 25일 : 동성여객으로 설립
- 2002년 : 마을버스에서 시내버스로 전환
- 2003년 11월 26일 : 사명을 동성여객에서 대명운수로 변경
- 2005년 9월 1일 : 광역버스 9407번 노선을 동성교통으로 이관

## 현황
2021년 1월 기준이다.
| 운행업체 | 보유 노선수 | 보유 노선수 | 보유 노선수 | 보유 노선수 | 보유 노선수 | 등록 대수 | 등록 대수 | 등록 대수 | 등록 대수 | 등록 대수 |
| -------- | ----------- | ----------- | ----------- | ----------- | ----------- | --------- | --------- | --------- | --------- | --------- |
| 운행업체 | 노선 합계   | 광역급행    | 직행좌석    | 일반좌석    | 시내일반    | 대수 합계 | 광역급행  | 직행좌석  | 일반좌석  | 시내일반  |
| 대명운수 | 5           | -           | -           | -           | 5           | 97        | -         | -         | -         | 97        |

## 운행 노선

### 도시형버스
- ● 6번: 남한산성 유원지 ↔ 상대원파출소
- ● 57번: 예비군훈련장 ↔ 세곡동사거리(야탑역-신구대-모란역-성남시청-야탑역 경유,적색과 녹색으로 구분)
- ● 240번: 남한산성 유원지 ↔ 도촌동
- ● 350번: 사기막골 ↔ 한국학중앙연구원
- ● 351번: 구미동차고지 ↔ 위든타워 (2024년 2월 5일 노선 신설)
- ● 357번: 예비군훈련장 ↔ 세곡동사거리 섬마을 9단지

## 미운행 노선

### 도시형버스
- ● 1번: 예비군훈련장 ↔ 단대오거리역 (2011년 10월 29일 폐선)
- ● 222번: 예비군훈련장 ↔ 오리역 (2017년 7월 357번으로 노선 및 번호 변경)
- ● 280번: 사기막골 ↔ 판교역
- ● 380번: 구미동차고지 ↔ 야탑역 (2015년 4월 27일 성남시내버스 380번 개통과 동시에 폐선)

### 직행좌석버스
- ● 9407번: 구미동차고지 ↔ 주공4단지 ↔ 정자2동 ↔ 효자촌 ↔ 이매역 ↔ 분당수서로 ↔ 대치역 ↔ 삼성역 ↔ 청담역 ↔ 압구정동(구 성남시내버스 1111번, 이 노선은 동성교통에서 양도받은 노선이다. 2020년 10월 30일 대원버스로 양도.)

## 보유 차종

#### 하이거
- 하이거 하이퍼스

#### 현대자동차
- 현대 그린시티
- 현대 뉴 슈퍼 에어로시티

## 갤러리

성남시내버스 57번 (대차 전)
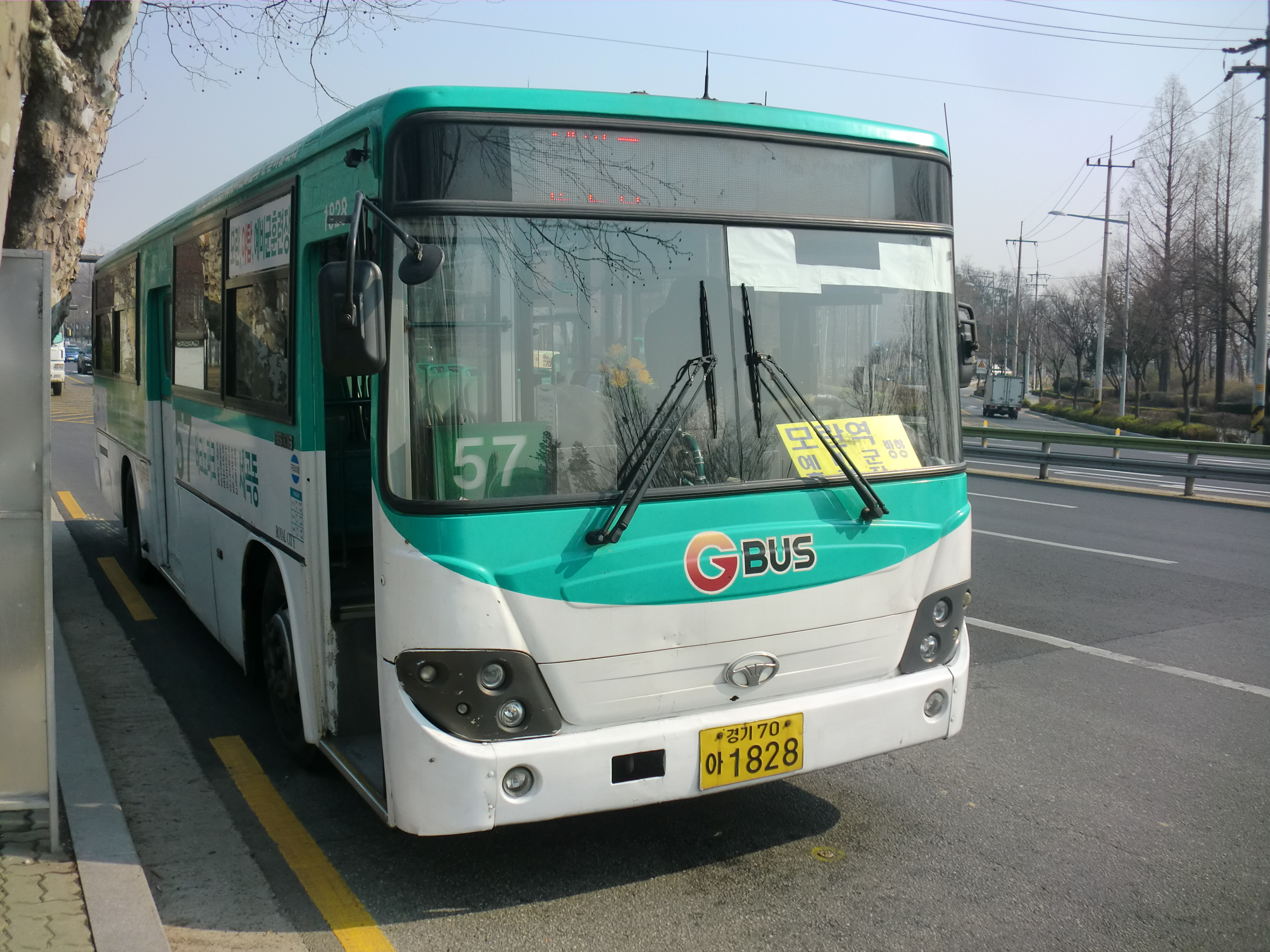
성남시내버스 57번
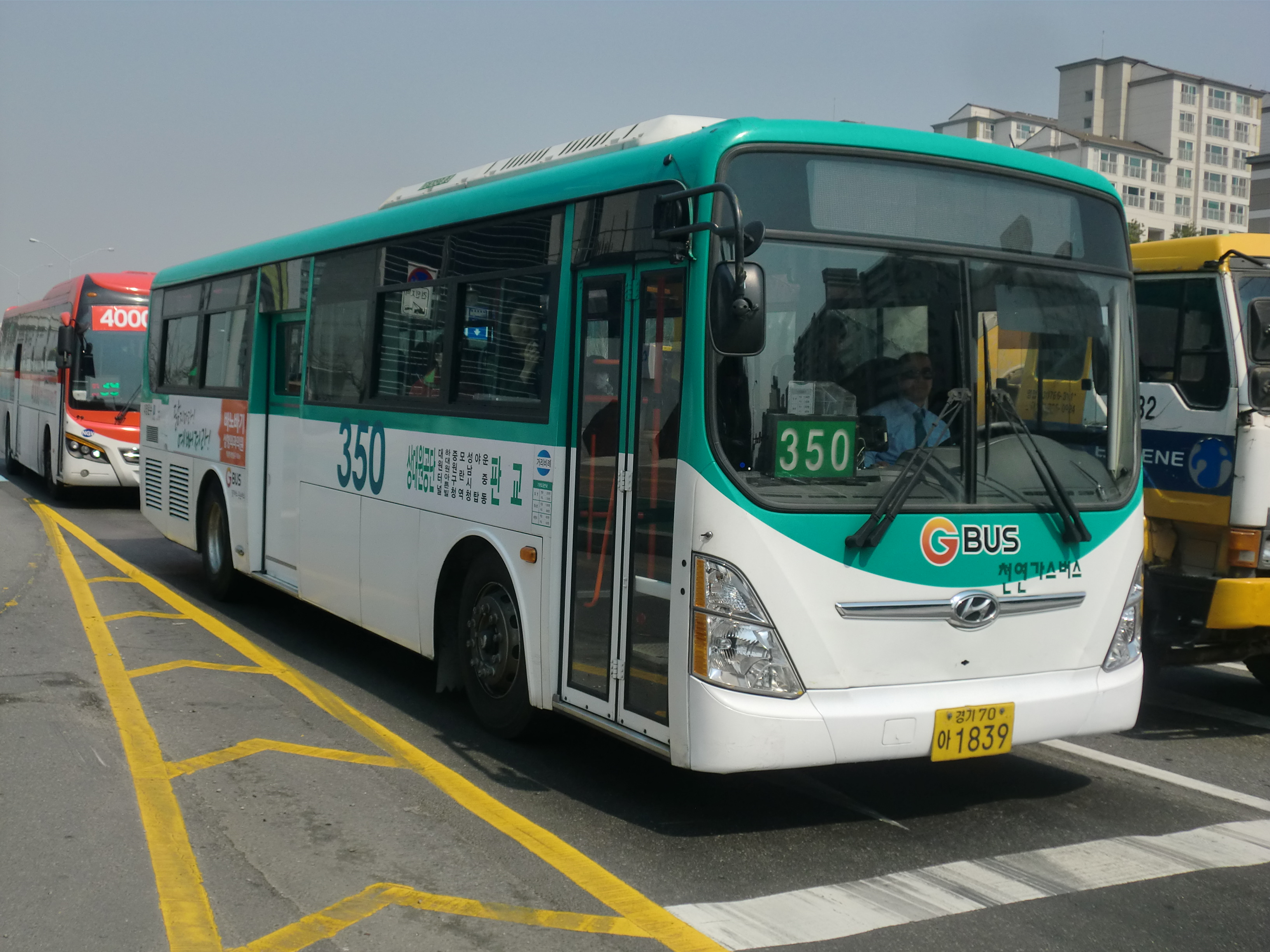
성남시내버스 350번

## 같이 보기
- 동성교통
- 남성버스
- 대성운수
- 성원여객
- 성남시내버스